# Flugplatz Nidda auf dem Helmsberg

i7
i11
i13
Das Flugplatz Nidda auf dem Helmsberg ist Sonderlandeplatz auf einer Anhöhe zwischen der Stadt Nidda und den Ortsteilen Geiß-Nidda und Bad Salzhausen in Hessen. Das Gelände ist Heimat des Segelflugvereins Fliegersportklub (FSK) Nidda e. V. und des Motorflugvereins Fliegersportclub Roter Milan (RM) e. V.

## Geschichte
Sechs Jahre nach Kriegsende, am 18. Juni 1951, hob die Alliierte Hohe Kommission das Verbot des Segelflugs in der Bundesrepublik auf. 
Ab 1952 wurde Segelflug am Stehfelder Hang durchgeführt. Dieser war jedoch aufgrund von landwirtschaftlicher Nutzung und Überschwemmungen nicht ganzjährig nutzbar.
Im Jahr 1956 wurden von Anton Nies Überlegungen angestellt, das damalige Ödland, den Helmsberg, als Fluggelände zuzulassen. Unter der Führung des Vorsitzenden Adolf von Hanier erreichte man eine vorläufige Nutzungserlaubnis für den Segelflug auf dem Hermes, die aber nur für erfahrene Piloten galt. Eine dauerhafte Zulassung wurde 1956 erteilt.
Nach umfangreichen Planierarbeiten in den Jahren 1957 und 1974 stand den Segelfliegern eine rund 800 Meter lange und 30 Meter breite Piste zur Verfügung. Im August 1963 wurde, in Erinnerung an den tödlich verunglückten Adolf von Hanier, die neu errichtete Flugzeughallen auf den Namen „Adolf von Hanier Halle“ getauft.
Im Jahr 1981 konnte nach rund zweijähriger Bauzeit das Klubheim eingeweiht werden.
Im Jahr 1986 zog der Fliegersportclub Roter Milan auf den Hermes und errichtete dort eine weitere Flugzeughalle.
Das Segelfluggelände wurde mit dem Genehmigungsbescheid des Regierungspräsidiums Darmstadt vom 23. Februar 2017 in einen Sonderlandeplatz umgewidmet.

## Platzdaten
Der Flugplatz besitzt eine Betriebszulassung für Segelflugzeuge, Motorsegler, am Platz stationierte Ultraleichtflugzeuge, sowie für Flugzeuge bis 2000 kg höchstzulässiger Flugmasse für Flüge zum Schleppen von Segelflugzeugen oder Motorseglern. Der Start erfolgt per Windenstart und Flugzeugschlepp. Der  Betreiber des Flugplatzes ist der Fliegersportklub Nidda e. V.